# Zelená strana Anglie a Walesu
Zelená strana Anglie a Walesu (anglicky Green Party of England and Wales, velšsky Plaid Werdd Cymru a Lloegr) je britská parlamentní politická strana. Byla založena v roce 1990 rozdělením původní celobritské Zelené strany na Zelenou stranu Anglie a Walesu, Zelenou stranu Severního Irska a Skotskou zelenou stranu.
Od roku 2021 stranu společně vede Carla Denyer a Adrian Ramsay. Bývalá předsedkyně strany Caroline Lucasová je od voleb v roce 2010 první a zároveň jedinou členkou strany zvolenou do Dolní sněmovny britského Parlamentu. Svou pozici obhájila i ve volbách v roce 2015, 2017 i 2019. Před odchodem Spojeného království z Evropské unie měla strana v Evropském parlamentu sedm zástupců. Prvním zástupcem strany ve Sněmovně lordů byl lord Beaumont z Whitley, který zemřel v roce 2008. Od roku 2013 zastupuje zájmy Zelené strany ve Sněmovně lordů baronka Jonesová z Moulsecoombu, ke které se v září 2019 připojila baronka Bennettová z Manor Castle.
Jedná se o stranu zaměřenou levicově s důrazem na zelenou politiku. Je řádným členem Evropské strany zelených a Global Greens.